# Asque
Asque é uma comuna francesa na região administrativa de Occitânia, no departamento dos Altos Pirenéus. Estende-se por uma área de 15,85 km², Em 2010 a comuna tinha 126 habitantes (densidade: 7,9 hab./km²)..